# Par ici la sortie
Par ici la sortie (titre original : And It Comes Out There) est une nouvelle de science-fiction de Lester del Rey.

## Parutions

### Parutions aux États-Unis
La nouvelle est initialement parue dans Galaxy Science Fiction no 5 en février 1951.
Elle a par la suite été publiée à de nombreuses reprises dans divers recueils ou anthologies.

### Parutions en France
La nouvelle a été publiée en 1955 dans Galaxie, numéro de mai 1955, sous le titre La géniale hallucination.
Elle a ensuite été publiée en 1975 dans l'anthologie Histoires de voyages dans le temps (rééditions en 1976, 1978 et 1987).
Elle a aussi été publiée sous le titre Ici se termine… dans Ultra-dimensions et univers inversés, éditions OPTA, collection Marginal no 11, en janvier 1976.

### Parutions dans d'autres pays
La nouvelle a été publiée :
- en portugais, sous le titre Encontro Consigo Próprio (1951) ;
- en italien, sous le titre Rincs Dynaport (1969) ;
- en allemand :
  - sous le titre Es hätte schiefgehen können (1970) ;
  - sous le titre Und es kommt von da draußen (1980) ;
- en russe, sous le titre И он явился мне... (2001).

## Résumé
Jerome Boell est un ingénieur. Un jour, il reçoit la visite d'un homme qui lui ressemble étrangement. Ce visiteur se présente : il est le Jerome Boell du futur, âgé de 30 ans de plus. Celui-ci annonce au Jerome Boell-jeune que ce dernier va être l'inventeur d'un générateur nucléaire portatif et sans danger, qui va permettre aux hommes d'être délivrés de tous problèmes énergétiques. Le Jerome Boell-vieux lui explique ce qu'il doit faire : prendre la machine à voyager dans le temps qu'il lui met à disposition, aller en 2150, se rendre au musée des sciences, aller dans telle pièce de tel étage, et voler le générateur électrique créé par Jerome Boell. Le musée n'est pas gardé. Il doit en effet voler sa propre invention, ou du moins l'invention qu'il est censé avoir créée au XXe siècle. Le vol commis, il reviendra à son époque de départ, et révèlera aux hommes le fonctionnement du générateur nucléaire portatif. L'exemplaire qu'il aura pris dans le futur sera ensuite placé au musée, où il sera récupéré par Jerome Boell en 2150. Pour sa part, le Jerome Boell-vieux ne se fait aucun souci : il se souvient avoir effectivement reçu la visite de son double 30 ans auparavant, et tout s'était bien passé comme prévu. Maintenant, le Jerome Boell-vieux va retourner dans le futur, à son époque, ou alors en 2150, pour voir comment le vol a été interprété. 
Certes, mais en définitive, qui a donc créé ce générateur nucléaire portatif ? Mais c'est Jerome Boell, voyons !